# Cornelia van der Mijn

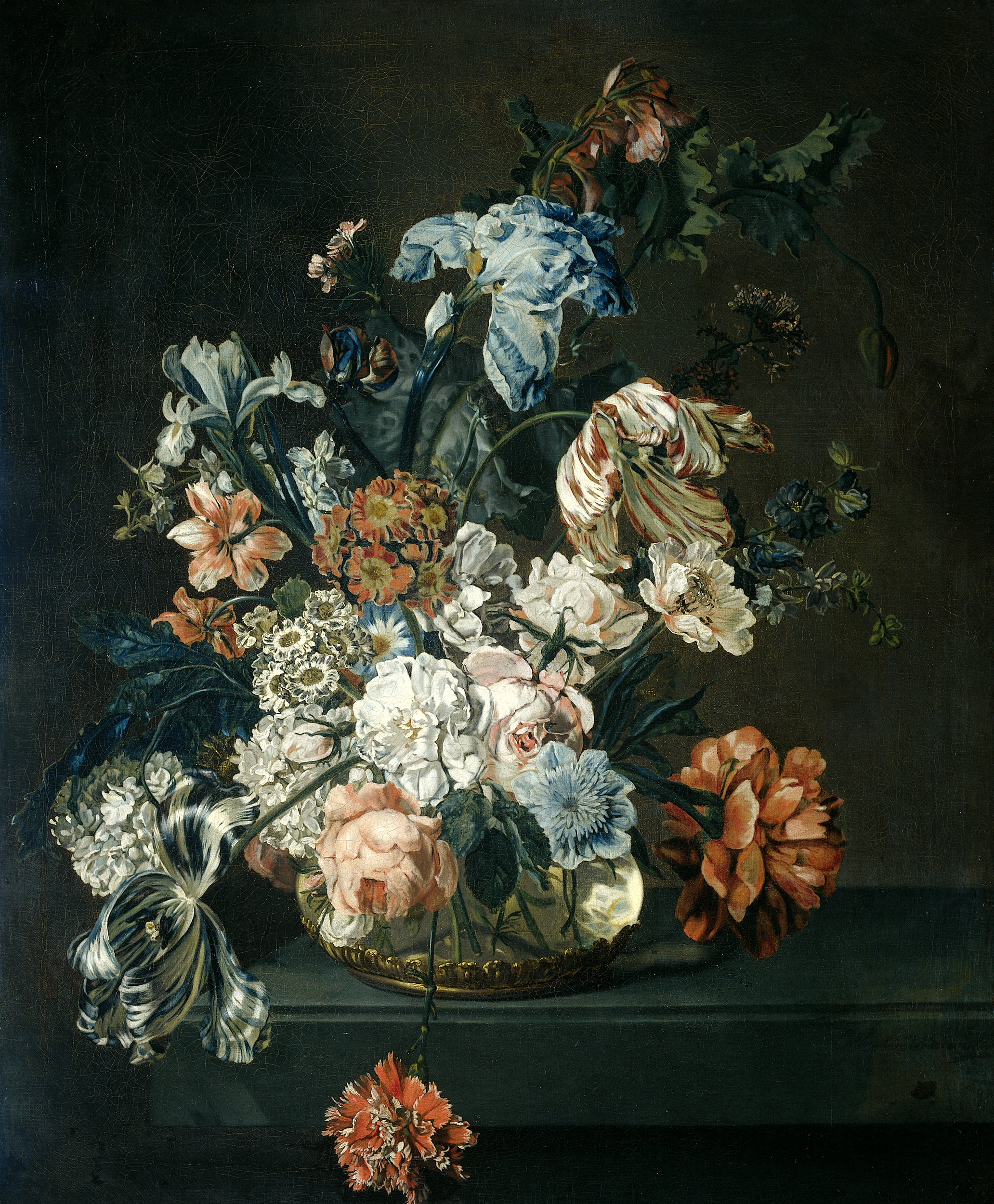
Stilleven, 1762

Cornelia van der Mijn (Amsterdam, 1709 – Londen, 1782), was een 18e-eeuws schilder van bloemen. Zij is geboren en getogen in Nederland. Vanaf 1760 leefde en werkte zij in Londen.

## Biografie
Cornelia van der Mijn was een dochter en tegelijk leerling van schilder Herman van der Mijn. Ook haar broers Frans, Gerard, Andreas, Robert en George van der Mijn zijn schilders geworden.  Herman van der Mijn nam zijn familie, samen met de familie van Jacoba Maria van Nickelen een andere leerling van hem, mee naar Düsseldorf om te werken voor keurvorst Johann Wilhelm. 
De bloemenschilder Rachel Ruysch was ook actief in Düsseldorf toen Cornelia en haar broers daar waren. In 1764 verhuisde zij met haar familie naar Londen en bleef daar de rest van haar leven. Alleen haar broer George keerde terug naar Amsterdam.
- Biografisch Portaal: 54948996
- Digitale Bibliotheek voor de Nederlandse Letteren: myn_003
- RKD-Nederlands Instituut voor Kunstgeschiedenis: 56066
- Union List of Artist Names: 500008227
- Virtual International Authority File: 95731268